# Campeonato Paulista de Futebol de 1954 - Segunda Divisão
O Campeonato Paulista de 1954 - Segunda Divisão foi a oitava edição do torneio promovido pela Federação Paulista de Futebol e teve como campeão o Esporte Clube Taubaté. A conquista levou a agremiação a disputar o Campeonato Paulista de Futebol de 1955.

## Forma de disputa
Na primeira fase as 19 equipes foram divididas em 3 grupos, onde foi disputado por pontos corridos em dois turnos. Os 2 primeiros colocados de cada grupo avançaram à fase final. Os 6 times classificados disputaram o título por pontos corridos em turno e returno.

## Classificação da primeira fase
| 1 | Botafogo (Ribeirão Preto)         | 15 |
| 2 | Comercial (Ribeirão Preto)        | 12 |
| 3 | Ferroviária (Araraquara)          | 12 |
| 4 | América (São José do Rio Preto)   | 12 |
| 5 | Rio Preto (São José do Rio Preto) | 09 |
| 6 | Paulista FC (Araraquara)          | 00 |

Comercial venceu a Ferroviária num torneio de desempate.
| 1 | Taubaté (Taubaté)            | 15 |
| 2 | São Bento (Sorocaba)         | 13 |
| 3 | São Paulo (Araçatuba)        | 12 |
| 4 | Portuguesa Santista (Santos) | 10 |
| 5 | Radium (Mococa)              | 09 |
| 6 | Velo Clube (Rio Claro)       | 01 |

| 1 | Araçatuba (Araçatuba)             | 17 |
| 2 | Tupã FC (Tupã)                    | 17 |
| 3 | Marília (Marília)                 | 17 |
| 4 | Prudentina (Presidente Prudente)  | 11 |
| 5 | Corinthians (Presidente Prudente) | 08 |
| 5 | Garça FC (Garça)                  | 08 |
| 7 | Bauru (Bauru)                     | 00 |

Araçatuba e Tupã venceram o Marília num torneio de desempate.

## Resultados da fase final

### Primeiro turno
| 1 de maio de 1955 | Botafogo | 5 – 1 | Araçatuba |  |
|                   |          |       |           |  |

| 1 de maio de 1955 | Taubaté | 6 – 3 | Comercial |  |
|                   |         |       |           |  |

| 1 de maio de 1955 | São Bento | 2 – 0 | Tupã FC |  |
|                   |           |       |         |  |

| 8 de maio de 1955 | Comercial | 2 – 0 | São Bento |  |
|                   |           |       |           |  |

| 8 de maio de 1955 | Tupã FC | 1 – 0 | Botafogo |  |
|                   |         |       |          |  |

| 8 de maio de 1955 | Araçatuba | 2 – 2 | Taubaté |  |
|                   |           |       |         |  |

| 15 de maio de 1955 | Botafogo | 5 – 0 | Comercial |  |
|                    |          |       |           |  |

| 15 de maio de 1955 | Taubaté | 2 – 1 | São Bento |  |
|                    |         |       |           |  |

| 15 de maio de 1955 | Tupã FC | 0 – 0 | Araçatuba |  |
|                    |         |       |           |  |

| 22 de maio de 1955 | São Bento | 0 – 0 | Botafogo |  |
|                    |           |       |          |  |

| 22 de maio de 1955 | Comercial | 5 – 2 | Araçatuba |  |
|                    |           |       |           |  |

| 22 de maio de 1955 | Taubaté | 4 – 0 | Tupã FC |  |
|                    |         |       |         |  |

| 29 de maio de 1955 | Tupã FC | 0 – 1 | Comercial |  |
|                    |         |       |           |  |

| 29 de maio de 1955 | Botafogo | 1 – 3 | Taubaté |  |
|                    |          |       |         |  |

| 29 de maio de 1955 | Araçatuba | 1 – 1 | São Bento |  |
|                    |           |       |           |  |

### Segundo turno
| 5 de junho de 1955 | Comercial | 0 – 0 | Taubaté |  |
|                    |           |       |         |  |

| 5 de junho de 1955 | Araçatuba | 3 – 1 | Botafogo |  |
|                    |           |       |          |  |

| 5 de junho de 1955 | Tupã FC | 1 – 1 | São Bento |  |
|                    |         |       |           |  |

| 9 de junho de 1955 | Taubaté | 1 – 0 | Araçatuba |  |
|                    |         |       |           |  |

| 9 de junho de 1955 | São Bento | 4 – 0 | Comercial |  |
|                    |           |       |           |  |

| 9 de junho de 1955 | Botafogo | 4 – 2 | Tupã FC |  |
|                    |          |       |         |  |

| 12 de junho de 1955 | Comercial | 2 – 1 | Botafogo |  |
|                     |           |       |          |  |

| 12 de junho de 1955 | Araçatuba | 5 – 1 | Tupã FC |  |
|                     |           |       |         |  |

| 12 de junho de 1955 | São Bento | 2 – 1 | Taubaté |  |
|                     |           |       |         |  |

| 19 de junho de 1955 | Araçatuba | 2 – 0 | Comercial |  |
|                     |           |       |           |  |

| 19 de junho de 1955 | Botafogo | 2 – 0 | São Bento |  |
|                     |          |       |           |  |

| 19 de junho de 1955 | Tupã FC | 2 – 4 | Taubaté |  |
|                     |         |       |         |  |

| 26 de junho de 1955 | Taubaté | 4 – 1 | Botafogo |  |
|                     |         |       |          |  |

| 26 de junho de 1955 | São Bento | 5 – 1 | Araçatuba |  |
|                     |           |       |           |  |

| 26 de junho de 1955 | Comercial | 3 – 1 | Tupã FC |  |
|                     |           |       |         |  |

## Classificação da fase final
| 1 | Taubaté   | 14 |
| 2 | Comercial | 13 |
| 3 | São Bento | 11 |
| 4 | Botafogo  | 9  |
| 5 | Araçatuba | 9  |
| 6 | Tupã      | 4  |

## Premiação
| Campeonato Paulista de 1954 - Segunda Divisão |
| --------------------------------------------- |
| Taubaté Campeão (1º título)                   |